# UH88
UH88 (англ. University of Hawai'i 88-inch (2,2-meter) telescope) — телескоп Університету Гаваї діаметром 2,2 м (88 дюймів) (88-дюймовий телескоп університету Гаваї), розташований на вершині вулкана Мауна-Кеа (4200 м над рівнем моря) в США, на острові Гаваї. Побудований 1968 року, а розпочав роботу 1970-го.
Найперший об'єкт поясу Койпера знайдено у 1990 р. з допомогою цього телескопа.